# Adana
Koordinati:  37°48′N, 35°57′E
Adana je peto največje mesto v Turčiji in središče province Adana. Po popisu iz leta 2002 ima 1.130.710 prebivalcev. Ocena prebivalstva za leto 2006 je 1.271.894.
Ocena prebivalstva za leto 2011 je 1.591.000.  

## Pobratena mesta
- Beerscheba,[2] Izrael
- Livorno, Italija
- Bremerhaven, Nemčija